# Яніна Альтман
Яніна Альтман (уроджена Гешелес; нар. 2 січня 1931, Львів, Польща — 24 липня 2022) — польсько-єврейська вчена-хімік, авторка, вціліла під час Голокосту. Двоюрідна племінниця відомого письменника-фантаста Станіслава Лема.

## Життєпис
Батько Яніни, Генрик Гешелес, був львівським журналістом і видавцем польськомовного сіоністського періодичного видання Chwila. Мати працювала у реєстрації госпіталю на вулиці Йозефа Дверніцкі і після початку Другої світової війни також працювала медсестрою.
Сім'я жила з бабусею і дідусем в єврейському кварталі Львова, міста, який у той час був приблизно на чверть єврейським. Коли нацистська Німеччина вторглася в Польщу у вересні 1939 року, дядько Яніни, Маріан Hemar, зумів втекти з Варшави до Великої Британії. У 1939 році, в рамках нацистсько-радянського пакту, Львів був приєднаний до СРСР і увійшов до складу Радянської України.
Після початку другої світової та окупації Львову німецькими військами, батько Яніни був убитий нацистами в рамках їх антисемітської кампанії. Проте інший дядько, Станіслав Лем, зумів приховати своє єврейське коріння і вижити.
З другої половини 1941 р. до початку 1943 р. Яніні вдавалося переховуватися у родичів та знайомих сім'ї, зареєструвавшись під слов'янським іменем. Її мати проживала у львівському гетто і продовжувала працювати у шпиталі. Вона намагалася інколи відвідувати доньку та мусила давати хабарі шантажистам із місцевих жителів, які погрожували викрити справжнє походження Яніни перед представниками нацистської окупаційної адміністрації.
Під час окупації Яніна з матір'ю пережили погроми, здійснювані українським населенням Львова. Після цього вони з дідусем, бабусею та іншими родичами були ув'язнені нацистами та змушені працювати на німецьких заводах. За допомогою письменника Міхала Борвіча та польської організацію опору Жеґота Яніні вдалося врятуватися з Янівського концентраційного табору у жовтні 1943 року.
Яніну приховували різні сім'ї з Кракова і згодом вона потрапила у дитячий будинок у Поронине, в Південній Польщі. Через три тижні після її втечі, підштовхувана Борвічем, Яніна Гешелес почала писати мемуари про свої переслідування у Львові. У 1946 році, незабаром після закінчення війни, вони були опубліковані в польській Oczyma dwunastoletniej dziewczyny («Очима 12-річної дівчинки») з організації польських євреїв у Кракові. Пізніше, німецький переклад, Mit den Augen eines zwölfjährigen Mädchens, був виданий в НДР (1958) й у ФРН (1963).
1950 року Гешелес емігрувала в Ізраїль, де вона зрештою отримала докторський ступінь у галузі хімії в Техніоні (Ізраїльський технологічний інститут). Вона вийшла заміж за фізика Кальмана Альтмана, і у них народилося два сини. Гешелес (зараз Яніна Альтман) продовжила роботу в Техніоні та Інституті імені Вейцмана, а також в Технічному університеті Мюнхена, Німеччина. Її дослідження були опубліковані в кількох англійських і німецьких наукових журналах. Після першої інтифади (1987—1991), вона підтримує пацифістські групи «Жінки в чорному».

## Спогади та їхні видання
У 1944 році, перебуваючи у Кракові, дванадцятирічна Яніна почала робити записи, в яких описувала своє життя в Янівському таборі. Після завершення війни, у 1946 році, ці записи, доповнені доданими Яніною спогадами про початковий етап нацистської окупації Львова, було видано польською мовою зі збереженням авторської стилістики під назвою «Oczyma dwunastoletniej dziewczyny».
Книжку було перекладено багатьма мовами світу. Український переклад вийшов в українському гуманітарному видавництві «Дух і Літера» у 2011 році за підтримки ВААД України, Центру досліджень історії та культури східноєвропейського єврейства НаУКМА та Фонду «Пам'ять, відповідальність, майбутнє» (Німеччина).

## Візит до України
На початку вересня 2018 року Яніна Альтман відвідала меморіальні заходи, присвячені 75-річчю ліквідації львівського гетто та Янівського табору. За свій внесок у збереження пам'яті про втрати, яких зазнала єврейська громада Львова в роки нацистської окупації, Яніна отримала від органів місцевого самоврядування в подарунок символічну скляну копію ключа від однієї зі львівських довоєнних синагог. 75 таких копій було виготовлено в рамках мистецького проекту скульпторки та дослідниці зі США Рейчел Стівенс.